# Miratemnus kenyaensis
Miratemnus kenyaensis är en spindeldjursart som beskrevs av Volker Mahnert 1983. Miratemnus kenyaensis ingår i släktet Miratemnus och familjen Atemnidae. Inga underarter finns listade i Catalogue of Life.